# 中华蝾螺
中华蝾螺（学名：Turbo chinensis），是原始腹足目蝾螺科蝾螺属的一种。主要分布于台湾、中國，常栖息在水深20－50米的海域。